# Invasion de l'Islande

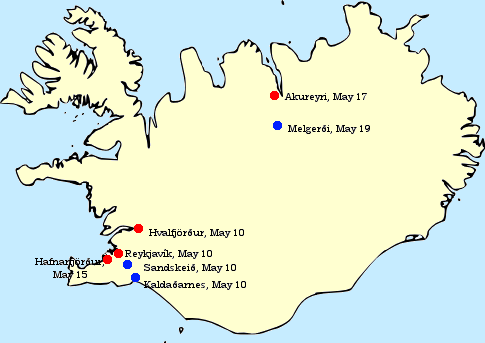
Les cibles stratégiques initiales de l'Islande prévues par les Britanniques lors de l'invasion en 1940.

L’invasion de l'Islande, du nom de code opération Fork, est une opération militaire britannique menée par la Royal Navy et les Royal Marines le 10 mai 1940 lors de la Seconde Guerre mondiale. Elle visait à assurer une présence britannique dans l'Arctique et à garder un contrôle sur les convois alliés dans l'Atlantique nord dans le cadre de la bataille de l'Atlantique. Les forces américaines succéderont aux forces britanniques à partir de juillet 1941.
L'opération est un véritable succès ; l'Islande reste officiellement neutre par la suite, bien qu'elle collabore avec les puissances alliées. Les forces d'occupation, qui ont compté jusqu'à environ 40 000 militaires américains pour 126 000 Islandais, se retirent de l'île après la capitulation allemande en 1945.

## Contexte historique
L'invasion fait suite au refus du gouvernement du royaume d'Islande d'Hermann Jónasson (alors dépendant du Danemark sous occupation allemande jusqu'à la déclaration d'indépendance de l'Islande en 1944) d'être un co-belligérant des Alliés et de permettre aux Britanniques de s'installer sur l'île et de garder ainsi un avant-poste dans l'Arctique. Il devenait évident pour les Alliés que l'Islande serait une cible privilégiée du Troisième Reich après ses succès contre le Danemark et la Norvège lors de l'opération Weserübung, alors que le même jour les Allemands lançaient leur grande offensive contre les Pays-Bas, la Belgique et la France dans ce qui deviendra la bataille de France.
Les Britanniques s'étaient déjà installés en avril 1940 sur les îles Féroé, qu'ils considéraient comme « stratégiquement important » afin de mettre en échec tout projet d'expansionnisme allemand dans l'Arctique.

## Déroulement de l'invasion

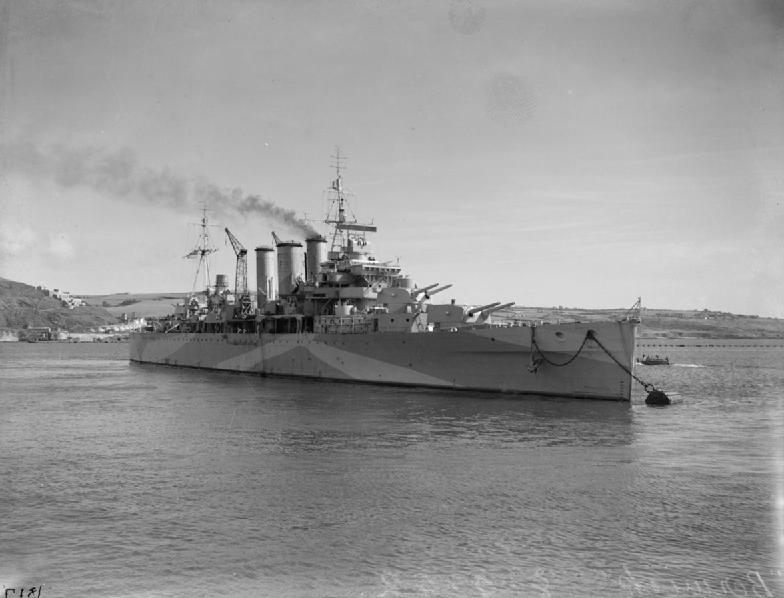
Le croiseur lourd, fer de lance de l'opération.

L'invasion débute le 10 mai, soit le même jour que l'invasion de la Belgique par les troupes allemandes. Les troupes britanniques débarquent à Reykjavik, capitale de l'Islande neutre. Ces dernières ne rencontrent aucune résistance, l'Islande ne disposant d'aucune force militaire. Elles désactivent rapidement les réseaux de communication islandais aux points stratégiques et procèdent à l'arrestation des citoyens allemands. Les Britanniques réquisitionnent les moyens de transport locaux et se déploient à Hvalfjörður, Kaldaðarnes, Sandskeiði et Akranes pour prendre le contrôle des aires d'atterrissage afin de contrer une possible offensive allemande sur l'île. Dans la soirée du 10 mai, le gouvernement islandais émet une protestation, affirmant que sa neutralité « avait été violée de façon flagrante » et qu'il s'agissait d'une « atteinte à son indépendance. » Elle demande par ailleurs des indemnisations aux Britanniques, qui promettent en retour la « non-ingérence dans les affaires internes islandaises » et le retrait de toutes les forces à la fin de la guerre.

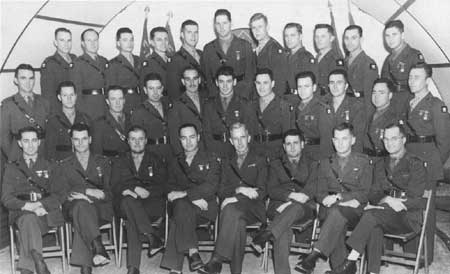
Des officiers de la 1re brigade provisoire de Marine en 1941.

La force d'invasion se composait de 746 Marines, mal équipés et seulement partiellement formés. Bien que l'opération fût une réussite et se déroulât sans aucune perte humaine, celle-ci s'avère insuffisante pour défendre une île de 103 000 km2. Le 17 mai, 4 000 soldats réguliers de l'Armée de terre britannique prennent la relève, assurée ultérieurement par une force de 25 000 soldats, dont deux brigades de la 49th (West Riding) Infantry Division.
Des unités des forces armées des États-Unis, comprenant un total de 28 000 hommes avec en tête la 1st Provisional Marine Brigade, prennent également position sur l'île à partir du 7 juillet 1941 après la signature d'un traité de défense entre les deux parties, bien que les États-Unis soient alors encore à cette date officiellement neutres, et relèvent les forces britanniques laissant le commandement le 22 septembre 1941. L'Islande fournit alors une coopération de facto avec les puissances alliées.

## Conséquences et bilan
Bien que l'Oberkommando der Wehrmacht (OKW) ait prévu d'envahir l'Islande (opération Ikarus), le plan est abandonné en raison de problèmes logistiques. Une seule escarmouche se produit sur le territoire islandais durant le conflit mondial, lorsqu'un Focke-Wulf Fw 200 du Kampfgeschwader 40 de la Luftwaffe stationné en Norvège attaque et coule le pétrolier britannique SS El Grillo dans le fjord de Seyðisfjörður le 17 février 1944, ne provoquant toutefois aucune perte.
L'Islande demeure officiellement neutre, bien qu'elle collabore avec le Royaume-Uni et les États-Unis durant la guerre, notamment en termes de ressources énergétiques. Les forces d'occupation qui ont compté jusqu'à environ 40 000 militaires américains pour 126 000 Islandais se retirent de l'île après la capitulation allemande en 1945.
Une base aérienne américaine reste en activité sur l'aéroport de Keflavík de 1951 jusqu'en 2006 dans le cadre de l'OTAN, le pays n'ayant pas de forces armées.